# 박현준 (야구 선수)
박현준(朴顯俊, 1986년 9월 22일 ~ )은 전 KBO 리그 LG 트윈스의 우완 사이드암 투수이다. 사이드암 투수로서는 구사하기가 쉽지 않은 포크볼을 잘 구사한다.

## 한국 프로야구 시절

### SK 와이번스시절
2009년 신인 드래프트에서 2차 1순위 지명을 받고 입단하였다. 그 해 시즌 개막전에도 등판했다. 하지만 제구력에 약점을 가지고 있어 데뷔 첫 해에는 1패만 기록했다.

### LG 트윈스시절
당시 감독이었던 박종훈이 투수가 필요해 2010년 7월 28일에 4:3 트레이드로 김선규, 윤요섭과 함께 이적했다. 그 무렵 SK 와이번스와 홈 경기를 치르던 기간이어서 그는 잠실에서 유니폼을 바꿔입게 됐다. 이적 후 본격적으로 선발 투수로 활동했고, 2010년 8월 13일 넥센 히어로즈전에서 데뷔 첫 선발 승을 거뒀다. 이후 2011년부터 팀의 새 선발진으로 자리잡기 시작했으며 2011년 6월 4일 롯데 자이언츠전에서 승리하며 전 구단 상대 승리 투수가 됐다.

## 논란 및 사건 사고

### 승부조작 사건 적발
2012년 2월 14일 투수 김성현과 함께 승부조작 사건에 휘말려 연루 의혹을 받았으며, 3월 2일 검찰에 소환돼 조사받았고 승부조작 혐의를 일부 시인했다. 3월 5일 김성현과 함께 KBO로부터 야구 활동 정지 처분을 받았고, 3월 6일 LG 트윈스에서 퇴단 조치를 내림에 따라 방출됐다. 3월 14일 검찰 수사 결과 불구속 기소로 결정됐다. 그는 3월 28일에 징역 6개월, 김성현은 징역 10개월을 구형받았다. 2012년 4월 18일 대구지방법원의 공판 결과 징역 6개월에 집행유예 2년, 사회봉사 120시간을 선고받았다. 결국 KBO에서 영구 제명을 당해 대한민국과 미국, 일본, 대만에서 선수 및 지도자로 활동할 수 없게 됐다.
KBO로부터 영구 제명 징계를 받은 후 그의 지인에 따르면 자신의 고향인 전주로 낙향한 후 전주초등학교에서 강사로 일하다가 2013년 중반부터 군 복무를 했던 것으로 전해졌고, 2015년 중반 군 제대 후 29번째 생일 다음 날 도미니카 공화국에서 선수 생활을 재개하려 한다는 기사가 보도됐다. 그는 도미니카 리그의 에스트레야스 오리엔탈레스에 입단 테스트를 받았지만 정식 입단은 이루어지지 않았다. 그 이후 고향인 전주에서 낮에는 휴대 전화 대리점, 밤에는 호프집 점주로 일한다고 SNS를 통해 알렸다.

## 국제대회 경력

### 2010년대륙간컵야구 대회
LG 트윈스 이적 후, 오지환과 함께 대륙간컵 대표팀에 선발돼 2010년 10월 30일 제 17회 대륙간컵 야구 대회 결선 리그 일본전에서 완투승을 거뒀다.

## 출신 학교
- 전주금평초등학교
- 전주동중학교
- 전주고등학교
- 경희대학교 체육대학 스포츠지도학과

## 통산 기록
| 연도 | 팀명  | 평균자책점 | 경기 | 완투 | 완봉 | 승 | 패 | 세 | 홀 | 승률  | 타자 | 이닝  | 피안타 | 피홈런 | 볼넷 | 사구 | 탈삼진 | 실점 | 자책점 |
| ---- | ----- | ---------- | ---- | ---- | ---- | -- | -- | -- | -- | ----- | ---- | ----- | ------ | ------ | ---- | ---- | ------ | ---- | ------ |
| 2009 | SK    | 5.82       | 14   | 0    | 0    | 0  | 1  | 0  | 0  | 0.000 | 84   | 17    | 21     | 1      | 10   | 2    | 7      | 14   | 11     |
| 2010 | LG    | 6.55       | 20   | 0    | 0    | 2  | 3  | 0  | 0  | 0.400 | 263  | 57.2  | 60     | 9      | 27   | 9    | 46     | 45   | 42     |
| 2011 | LG    | 4.18       | 29   | 0    | 0    | 13 | 10 | 0  | 0  | 0.565 | 711  | 163.2 | 153    | 13     | 68   | 11   | 137    | 88   | 76     |
| 통산 | 3시즌 | 4.87       | 63   | 0    | 0    | 15 | 14 | 0  | 0  | 0.517 | 1058 | 238.1 | 234    | 23     | 105  | 22   | 190    | 147  | 129    |